# Nikon D3300
La Nikon D3300 es una cámara Nikon DSLR de 24,2-megapixel, en formato DX y con montura Nikon F, comercializada oficialmente el 7 de enero de 2014. Se ofrece como la cámara DSLR de entrada de línea para aficionados (tiene los modos tutorial y de guía). Reemplaza a la D3200 como la DSLR de entrada de línea de Nikon. La D3300 usualmente se vende con un objetivo Nikon AF-S DX Zoom-Nikkor 18-55mm f/3,5-5,6G, el cual es una actualización del objetivo VR (Vibration Reduction, reducción de vibración) anterior.
El procesador de imágenes Expeed 4 permite a la cámara capturar video 1080p a 60 fps en formato MPEG-4, y capturar imágenes de 24,2 megapíxel sin filtro óptico pasa-bajos (OLPF, filtro anti-aliasing (AA)) a 5 fps, siendo la más rápida para cámaras DSLR de gama baja. Es la primera cámara DSLR de Nikon con Easy (barrido) Panorama. Al igual que en la Nikon D5300, el cuerpo de polímero de fibra de carbono reforzada y el nuevo objetivo retraíble hacen a la cámara más pequeña y liviana. La cámara mide aproximadamente 124 x 98 x 75,5 mm y pesa 460 g, y 410 g sin batería ni memoria.
En abril de 2014, la D3300 recibió un premio Technical Image Press Association (TIPA) en la categoría "Best Digital SLR Entry Level".
Fue reemplazada en agosto de 2016 por la D3400

## Nuevas características
- Sensor de imagen de 24,2 con resolución de 12 bits. No posee filtro óptico pasa-bajos. 5 fotos por segundo
- Expeed 4 con video 1080p a 60p/50p fps
- Nuevo visor con magnificación de 0,85
- Modo Panorama (Primera DSLR de Nikon)
- 13 efectos especiales
- Nuevos modos automáticos para flash
- Modo tutorial y nuevo modo guía, mejorado
- Cuerpo más liviano y pequeño de polímero de fibra de carbono reforzada
- Baterías EN-EL14a y EN-EL14 con vida extendida hasta 700 disparos, también debido al procesador Expeed 4
- El Wi-Fi es un extra opcional, a través del adaptador WU-1a, el cual se coloca en el costado izquierdo de la cámara
- conector de micrófono de 3,5 mm